# اینجا سروصدای جاز برپا کن
«اینجا سروصدای جاز برپا کن» (به انگلیسی: Make a Jazz Noise Here) آلبومی از هنرمند اهل ایالات متحده آمریکا فرانک زاپا است که در سال ۱۹۹۱ میلادی منتشر شد.